# Pa-O National Liberation Army

Fahne der Pa-O National Liberation Army

Die Pa-O National Liberation Army (birmanisch ပအိုဝ်းအမျိုးသားလွတ်မြောက်ရေးတပ်မတော် kurz PNLA) ist eine bewaffnete ethnische Organisation im Shan-Staat in Myanmar dem ehemaligen Burma. Sie vertritt die Interessen der Pa'o Minderheit im südwestlichen Shan-Staat.

## Geschichte
Die PNLA wurde im Dezember 2009 auf einer Konferenz in der damals entstehenden Pa'O Self-Administered Zone gegründet. Sie entstand aus einem Zusammenschluss von zwei bestehenden bewaffneten Organisationen der Pa-O People's Liberation Organization (kurz PPLO), unter Khun Okkar, und Teilen der Shan State Nationalities People's Liberation Organization, unter Khun Ti Soung. Auch die Pa-O National Liberation Organisation (PNLO) der politische Arm der PNLA wurde auf der Konferenz gegründet. Die Organisationen wird als Alternative zu der Pa-O National Army (kurz PNA) gesehen, welche die Macht in der Pa'O Self-Administered Zone übernehmen sollte. Die PNLA errichtete einen Stützpunkt im Mawkmai Distrikt außerhalb der autonomen Zone. Dieses wurde Camp Laybwer genannt. Von diesem Stützpunkt kontrollierten sie zwei Dörfer in der Umgebung. Es kam immer wieder zu Gefechten mit der PNA und den Regierungstruppen. Im August 2012 wurde ein erster Waffenstillstand zwischen dem Militär und der PNLA unterzeichnet. Am 16. Mai 2013 wurde ein Kongress der PNLO im Camp Laybwer einberufen. Die Delegierten wählten eine neue Führung. Am 7. November 2014 unterzeichnete die PNLA ein Abkommen, welches sie verpflichtete, nach dem Völkerrecht zu agieren und keine Kindersoldaten in ihre Reihen aufzunehmen. Am 14. Oktober 2015 unterzeichnete die PNLA das Nationale Waffenstillstandsabkommen mit der Regierung. Im Drogenreport der United Nations Office on Drugs and Crime 2015 wurde die PNLA beschuldigt Opium in ihren Gebieten anzubauen. Kritiker des Reports beschuldigte die UN mit falschen Daten zu argumentieren. So befänden sich die bezeichneten Gebiete nicht unter der Kontrolle der PNLA, sondern unter der Kontrolle der PNA. Nach dem Waffenstillstand richtete die PNLA auch Basen in der Selbstverwaltungszone der Pa'O ein. Im Dezember 2018 kam es zu Gefechten zwischen der PNLA, der PNA und der Shan State Army-South (kurz SSA-S). Nach dem Militärputsch am 1. Februar 2021 verhielt sich die PNLA zuerst neutral. Im Januar 2024 startete sie aber eine Offensive gegen die PNA und die Militärregierung und überrannte Teile der Selbstverwaltungszone. Sie konnte den Bezirkshauptort Hsihseng einnehmen. Im März 2024 gelang es den Truppen der PNA mit massiver Unterstützung der Luftwaffe die Stadt zurückzuerobern. Durch die Kämpfe mussten 110.000 Menschen aus der Kampfzone flüchten. 2024 wurde die PNLA auf 1.000 bewaffnete Kämpfer geschätzt.

## Positionierung
2024 positionierte sich die PNLA klar auf die Seite der Exilregierung, der National Unity Government (kurz NUG). Die PNLA bekämpfte die PNA zeitweise, nachdem Waffenstillständen 2012 und 2015 kooperierten die beiden bewaffneten Organisationen der Pa'o aber auch zeitweilig. Die PNLA tritt für einen föderativen Gesamtstaat ein und die Stärkung der Pa'o Unabhängigkeit bzw. Autonomie. Die PNLA wurde und wird von der United Wa State Army (kurz UWSA) massiv finanziell und militärisch unterstützt. Man kann also sagen, die PNLA gehört zu den bewaffneten ethnischen Organisationen, welche im Endeffekt von China unterstützt wurden und werden. Die PLNA dient der UWSA aber auch im Kampf gegen die SSA-S. Die UWSA und die SSA-S bekämpfen sich seitdem die UWSA die Gebiete der Muang Tai Army (kurz MTA) 1996 einnehmen konnten. Die SSA-S wurde aus Resten der MTA gebildet. Es geht also im Endeffekt um die Kontrolle des Grenzgebietes zu Thailand und um die Kontrolle des Shan-Staates durch die UWSA die zwar offiziell neutral ist, aber über verschiedene andere bewaffnete ethnische Organisationen versucht den Staat zu kontrollieren.